# Sour Milk Sea (gruppo musicale)
I Sour Milk Sea (nel 1968 Tomato City) sono stati un gruppo rock britannico creato nel 1968 e scioltosi nel 1970, noto per aver avuto tra i suoi membri la futura voce dei Queen Freddie Mercury, allora noto come Farrokh Bulsara.

## Storia
Il cantante, divenuto poi anche chitarrista, Chris Chesney detto Dummett e il chitarrista ritmico Jeremy Gallop crearono nella primavera 1968 i Tomato City, una blues band fortemente influenzata dai Traffic, completati poi dal bassista Paul Milne e dal batterista Robert Tyrell. Inizialmente si esibiva suonando principalmente cover di brani blues, cominciando poi a scrivere brani inediti, composti in maggior numero da Dummett; una di queste tracce divenne la base su cui i Queen crearono Liar.
(Chris Chesney)
Alla fine del 1968, il nome della band divenne Sour Milk Sea, in onore dell'omonimo brano scritto da George Harrison ed inciso da Jackie Lomax nello stesso anno.
Mercury entrò a far parte della band nel febbraio 1970 dopo aver risposto ad un annuncio pubblicato sul Melody Maker. Avendolo sentito in prova, gli altri membri del gruppo  restarono impressionati dalla sua voce e lo ingaggiarono, facendolo cantare anche tre serate a settimana. L'unico concerto in cui Bulsara ha certamente partecipato si è tenuto a Oxford nel marzo 1970. L'arrivo del nuovo cantante, creativo ma prepotente, causò il deterioramento delle relazioni tra i membri del gruppo; Gallop e Chesney, dopo anni di amicizia, litigarono e i Sour Milk Sea decisero di separarsi nella primavera dello stesso anno.

## Formazione
- Chris Chesney - voce, chitarra
- Jeremy Gallop - chitarra ritmica
- Freddie Mercury - voce